# Rîbnița
Rîbnița (in cirillico moldavo e russo Рыбница, Rybnica) è una città capoluogo del distretto di Rîbnița in Transnistria, regione amministrativa dichiaratasi indipendente dalla Moldavia, ma non riconosciuta internazionalmente.
Nel 2005 aveva una popolazione di 69 648 abitanti, di etnia 45% ucraina, 25% moldava, 24% russa.
In città ha sede un'importante acciaieria, che da sola fornisce il 50% del reddito dell'intera Transnistria.
Il gruppo di danza "Junost'" di Rîbnița ha preso parte alle maggiori competizioni nel mondo.

## Amministrazione

### Gemellaggi
- Vinnycja

## Sport

### Calcio
La squadra principale della città è il Iskra-Stal Rîbnița.